# Dupont, Ohio
Dupont là một làng thuộc quận Putnam, tiểu bang Ohio, Hoa Kỳ. Năm 2010, dân số của làng này là 318 người.

## Dân số
- Dân số năm 2000: 268 người.
- Dân số năm 2010: 318 người.